# Monastyr „Zamca” w Suczawie

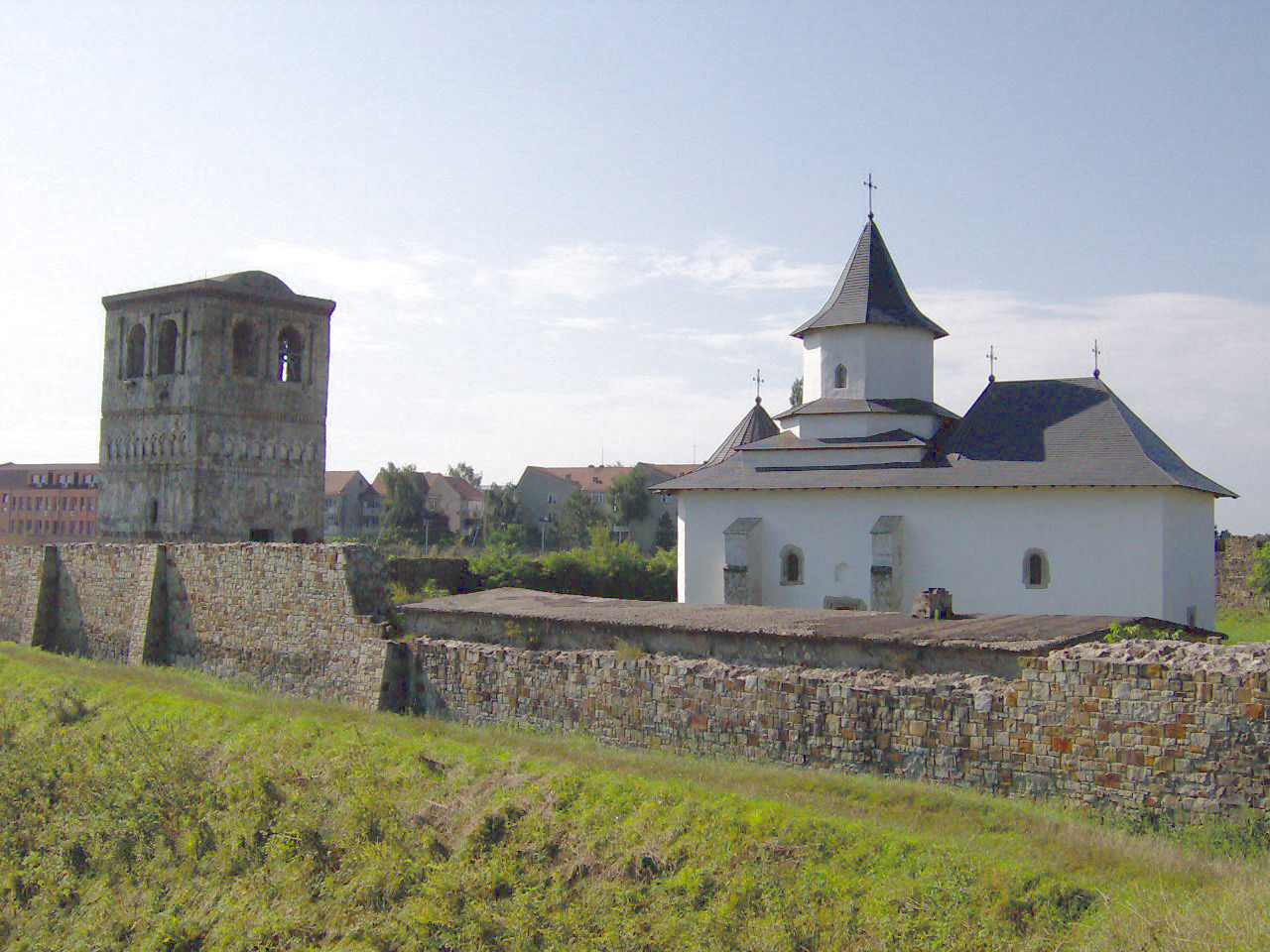
Cerkiew św. Auksentego z dzwonnicą

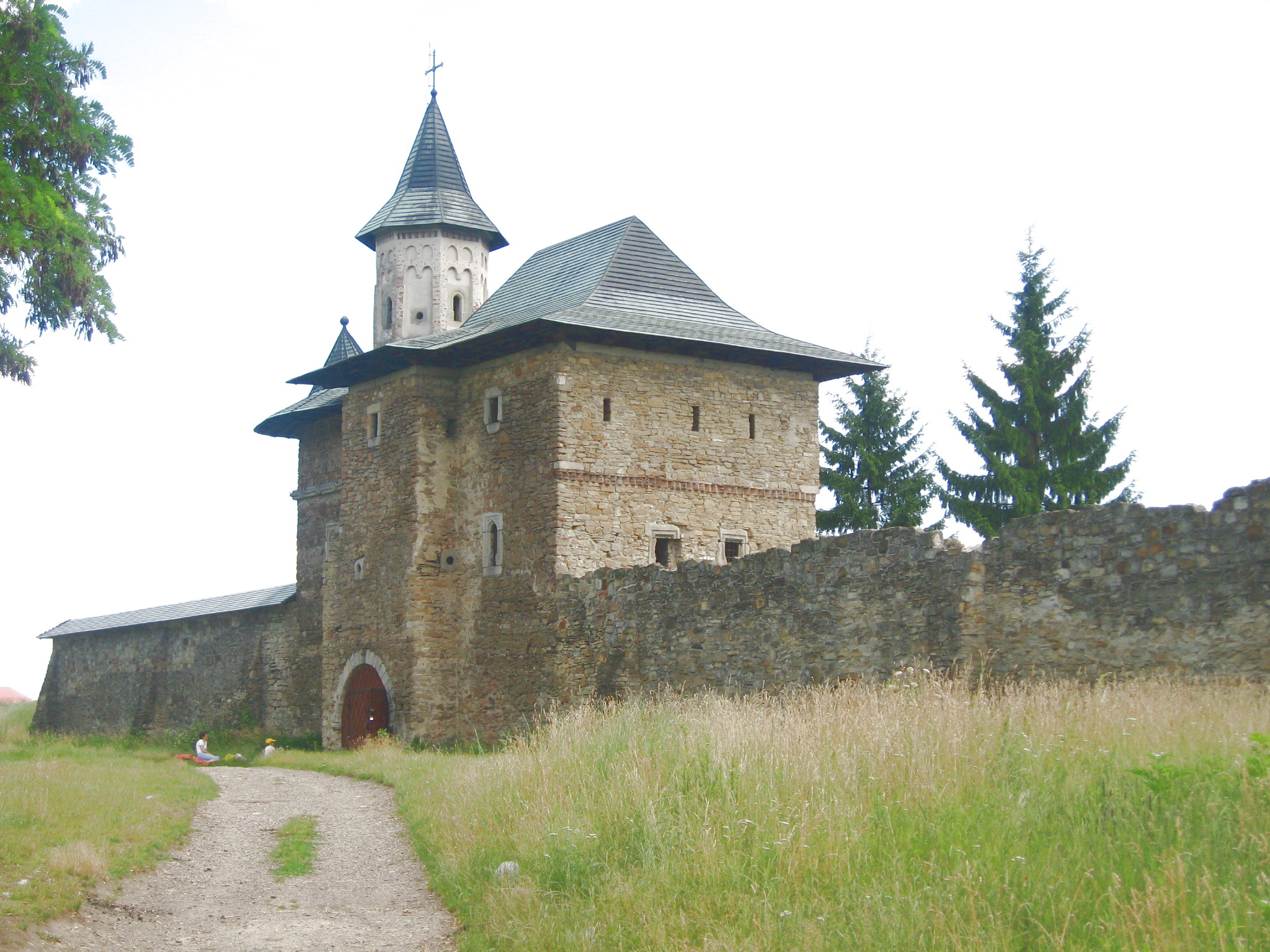
Budynek z kaplicą św. Grzegorza

Monastyr „Zamca” w Suczawie – ormiański monastyr z XV w. znajdujący się w Suczawie, w północnej Rumunii, na Bukowinie.
Monastyr ormiański w Suczawie został zbudowany na początku XV w. (za panowania hospodara mołdawskiego Aleksandra Dobrego) z przeznaczeniem na siedzibę biskupstwa ormiańskiego w Suczawie, utworzonego w 1401 r. z inicjatywy władcy. Wzniesiono wtedy cerkiew pod wezwaniem św. Auksentego, stanowiącą centrum monastyru. W 1606 r. cerkiew była przebudowywana (lub zbudowana od nowa), powstały wówczas także pozostałe, istniejące dzisiaj murowane zabudowania monastyru: wieża pełniąca funkcję dzwonnicy i bramy wjazdowej oraz budynek mieszkalny (przez który dzisiaj prowadzi wejście na teren monastyru) z kaplicą św. Grzegorza na piętrze. W XVIII w. ozdobiono wnętrze cerkwi malowidłami.
Monastyr, położony w przeszłości poza obrębem miasta Suczawy, na wzgórzu, został wybrany w 1690 r. na kwaterę wojsk polskich podczas ich działań na terenie Mołdawii, związanych z udziałem Polski w wojnie Świętej Ligi przeciwko Turcji oraz z planami usadowienia na tronie mołdawskim syna króla Jana III Sobieskiego, Jakuba. W tym okresie (Polacy pozostawali tutaj kilka lat) monastyr został otoczony umocnieniami ziemnymi o charakterze bastionowym, świetnie do dzisiaj zachowanymi. Z tego okresu pochodzi też zapewne popularna nazwa monastyru, wywodząca się od polskiego słowa „zamek”.

## Literatura
- W. Korsak, J. Tokarski, Rumunia, Pascal 2004, s. 205-206.
- Ł. Galusek, M. Jurecki, A. Dumitru, Rumunia. Mozaika w żywych kolorach, Bezdroża 2004, s. 155-156.
- M. Jurecki, Bukowina. Kraina łagodności, Bezdroża 2001, s. 192-193.
- R. Brykowski, T. Chrzanowski, M. Kornecki, Sztuka Rumunii, Ossolineum 1979, s. 89, 92-93.
- J. Demel, Historia Rumunii, Ossolineum 1970, s. 205.